# Васильев, Василий Иванович (политик)
Василий Иванович Васильев (укр. Василь Іванович Васильєв; род. 5 января 1947 года, г. Макеевка Донецкой области Украинской ССР) — украинский государственный деятель, депутат Верховной рады Украины I созыва (1990—1994).

## Биография
Родился 15 января 1947 года в городе Макеевке Донецкой области в рабочей семье, 
С 1966 года проходил службу в Советской армии. После возвращения из армии с 1969 года работал проходчиком, крепильщиком, председателем профсоюзного комитета шахты имени газеты «Социалистический Донбасс», горным рабочим очистного забоя шахты им. Стаханова ПО «Красноармейскуголь».
Был членом КПСС, секретарём партийной организации участка, председатель забастовочного комитета шахты.
В 1990 году в ходе первых альтернативных парламентских выборов в Украинской ССР был выдвинут кандидатом в народные депутаты, 18 марта 1990 года во втором туре был избран народным депутатом Верховного совета Украинской ССР XII созыва (в дальнейшем — Верховной рады Украины I созыва) от Красноармейского городского избирательного округа № 129 Донецкой области, набрал 70,69% голосов среди 12 кандидатов. В парламенте входил в депутатскую группу «Народная рада», во фракцию Конгресса национально-демократических сил, был членом комиссии по вопросам развития базовых отраслей народного хозяйства. Депутатские полномочия истекли 10 мая 1994 года.
С 1994 года был помощником командира 10 военизированного горно-спасательного отряда (г. Димитров).
Женат, имеет двоих детей.